# 淺帶稀棘䲁
淺帶稀棘鳚（学名：Meiacanthus kamoharai）为輻鰭魚綱鳚形目鳚科稀棘鳚属的其中一種，分布於西北太平洋的日本及台灣海域，體長可達6公分，棲息在礁石區，以藻類與浮游動物為食，可做為觀賞魚。

## 外部連結
- 淺帶稀棘鳚的圖片[永久]